# Jezioro Boczne (powiat suwalski)
Jezioro Boczne – jezioro w woj. podlaskim, w pow. suwalskim, w gminie Przerośl.

## Charakterystyka
Leży w głębokiej rynnie polodowcowej, na północno-zachodnich krańcach Suwalszczyzny, przy miejscowości Przerośl, na Pojezierzu Zachodniosuwalskim.
Niewielki strumień, spiętrzony przez bobry, łączy to jezioro z jeziorem Kościelnym.

## Historia
Do 1945 roku północna granica rynny jeziora stanowiła granicę polsko-pruską.

## Dane morfometryczne
Powierzchnia zwierciadła wody według różnych źródeł wynosi od 52,5 ha do 58,3 ha.
Zwierciadło wody położone jest na wysokości 198,5 m n.p.m. lub 198,8 m n.p.m.. Średnia głębokość jeziora wynosi 15,3 m, natomiast głębokość maksymalna 33,5 m.
W oparciu o badania przeprowadzone w 1991 roku wody jeziora zaliczono do II klasy czystości.